# Canton d'Angers-4
Le canton d'Angers-4 est une circonscription électorale française du département de Maine-et-Loire.

## Histoire
Le canton d'Angers-IV a été créé par décret du 23 juillet 1973 redécoupant les cantons d'Angers-Est, Angers-Sud, Angers-Ouest et Angers-Nord en sept cantons.
Il est supprimé par le décret du 23 janvier 1985 réorganisant les cantons d'Angers.
Un nouveau découpage territorial de Maine-et-Loire entre en vigueur à l'occasion des élections départementales de 2015. Il est défini par le décret du 26 février 2014, en application des lois du 17 mai 2013 (loi organique 2013-402 et loi 2013-403). Les conseillers départementaux sont, à compter de ces élections, élus au scrutin majoritaire binominal mixte. Les électeurs de chaque canton élisent au Conseil départemental, nouvelle appellation du Conseil général, deux membres de sexe différent, qui se présentent en binôme de candidats. Les conseillers départementaux sont élus pour 6 ans au scrutin binominal majoritaire à deux tours, l'accès au second tour nécessitant 12,5 % des inscrits au 1er tour. En outre la totalité des conseillers départementaux est renouvelée. Ce nouveau mode de scrutin nécessite un redécoupage des cantons dont le nombre est divisé par deux avec arrondi à l'unité impaire supérieure si ce nombre n'est pas entier impair, assorti de conditions de seuils minimaux. En Maine-et-Loire, le nombre de cantons passe ainsi de 41 à 21. Le canton d'Angers-4 est recréé par ce décret.
Il est formé d'une fraction d'Angers et de communes des anciens cantons d'Angers-Nord-Ouest (1 commune) et d'Angers-Nord (4 communes). Il est entièrement inclus dans l'arrondissement d'Angers. Le bureau centralisateur est situé à Angers.

## Représentation

### Représentation de 1973 à 1985
| Période | Période | Identité        | Étiquette | Qualité |
| ------- | ------- | --------------- | --------- | --- |
| 1973    | 1985    | Hubert Grimault | UDF-CDS   | Secrétaire général du centre départemental de la transfusion sanguine du Maine-et-Loire Député (1988-2002) |

### Représentation depuis 2015
| Période élective | Période élective | Mandat | Mandat                | Identité              | Nuance | Nuance | Qualité |
| ---------------- | ---------------- | ------ | --------------------- | --------------------- | ------ | ------ | --- |
| 2015             | 2021             | 2015   | 2021                  | Marie-Hélène Chouteau |        | DVG    | Chef de groupe, Avrillé |
| 2015             | 2021             | 2015   | 2021                  | Jean-Luc Rotureau     |        | DVG    | Consultant en conseil et formation auprès des collectivités Adjoint au maire d'Angers (2001-2014) Ancien conseiller général du Canton d'Angers-Nord (2001-2015) |
| 2021             | 2028             | 2021   | en cours              | Florence Lucas        |        | DVG    | Secrétaire en entreprise, maire déléguée de La Meignanne, adjointe au maire de Longuenée-en-Anjou                                                               |
| 2021             | 2028             | 2021   | août 2025 (démission) | Jean-Luc Rotureau     |        | DVG    | Conseiller sortant |
| 2021             | 2028             | 2025   | en cours              | Pascal Raimbault      |        | DVG    | Responsable associatif, Avrillé |

### Résultats détaillés

#### Élections de mars 2015
À l'issue du 1er tour des élections départementales de 2015, deux binômes sont en ballottage : Philippe de la Bigne et Karine Engel (Union de la Droite, 31,38 %) et Marie-Hélène Chouteau et Jean-Luc Rotureau (DVG, 19,93 %). Le taux de participation est de 50,58 % (13 203 votants sur 26 104 inscrits) contre 49,68 % au niveau départemental et 50,17 % au niveau national.
Au second tour, Marie-Hélène Chouteau et Jean-Luc Rotureau (DVG) sont élus avec 51,34 % des suffrages exprimés et un taux de participation de 49,15 % (6 051 voix pour 12 828 votants et 26 102 inscrits).

#### Élections de juin 2021
Le premier tour des élections départementales de 2021 est marqué par un très faible taux de participation (33,26 % au niveau national). Dans le canton d'Angers-4, ce taux de participation est de 32,73 % (9 167 votants sur 28 007 inscrits) contre 29,36 % au niveau départemental. À l'issue de ce premier tour, deux binômes sont en ballottage : Florence Lucas et Jean-Luc Rotureau (DVG, 48,63 %) et Karine Engel et Jean Halligon (DVD, 39,29 %).
Le second tour des élections est marqué une nouvelle fois par une abstention massive équivalente au premier tour. Les taux de participation sont de 34,36 % au niveau national, 30,37 % dans le département et 34,57 % dans le canton d'Angers-4. Florence Lucas et Jean-Luc Rotureau (DVG) sont élus avec 52,99 % des suffrages exprimés (4 840 voix pour 9 682 votants et 28 007 inscrits),,. 

## Composition

### Composition de 1973 à 1985
Lors de sa création, le canton d'Angers-IV était composé de :
- les communes d'Andard, Brain-sur-l'Authion, Sarrigné et Trélazé ;
- la portion de territoire de la ville d'Angers déterminée par la limite avec la commune de Sainte-Gemmes-sur-Loire depuis le point kilométrique 1,795 du chemin départemental 312, l'avenue Maurice-Tardat comprise, la rue de Létanduère comprise, le boulevard de Strasbourg compris, la rue de Frémur du numéro 1 au numéro 71 et du numéro 2 au numéro 72, la rue Fulton comprise, le pont Noir et l'axe de la tranchée S. N. C. F. de la ligne Nantes—Angers jusqu'à la gare Saint-Laud, le carrefour rue de Bel-Air rue de Brissac, l'axe des voies ci-après : rue de Brissac, route des Ponts-de-Cé jusqu'à la limite de cette commune.

### Composition depuis 2015
| Nom                            | Code Insee | Intercommunalité          | Superficie (km2) | Population (dernière pop. légale)                 | Densité (hab./km2) | Modifier                                    |
| ------------------------------ | ---------- | ------------------------- | ---------------- | ------------------------------------------------- | ------------------ | ------------------------------------------- |
| Angers (bureau centralisateur) | 49007      | CU Angers Loire Métropole | 42,71            | Fraction : 15 682 (2022) Commune : 157 555 (2022) | 3 689              | modifier les données · modifier les données |
| Avrillé                        | 49015      | CU Angers Loire Métropole | 15,84            | 15 225 (2022)                                     | 961                | modifier les données · modifier les données |
| Longuenée-en-Anjou             | 49200      | CU Angers Loire Métropole | 53,50            | Fraction : 5 709 (2022) Commune : 6 453 (2022)    | 121                | modifier les données · modifier les données |
| Montreuil-Juigné               | 49214      | CU Angers Loire Métropole | 13,81            | 7 811 (2022)                                      | 566                | modifier les données · modifier les données |
| Canton d'Angers-4              | 4904       |                           |                  | 44 427 (2022)                                     |                    | modifier les données                        |

Lors de sa recréation, le canton d'Angers-4 comprenait :
1. cinq communes entières,
2. la partie de la commune d'Angers située au nord et à l'ouest d'une ligne définie par l'axe des voies et limites suivantes : depuis la limite territoriale de la commune de Cantenay-Epinard, cours de la Mayenne, cours de la Maine, pont de Verdun, rue Beaurepaire, boulevard Descazeaux, place de la Laiterie, boulevard Georges-Clemenceau, place du Docteur-Bichon, rue Saint-Lazare, avenue René-Gasnier, jusqu'à la limite territoriale de la commune d'Avrillé.

Au 1er janvier 2016, la commune nouvelle de Longuenée-en-Anjou est créée par regroupement des communes de La Meignanne, La Membrolle-sur-Longuenée et Le Plessis-Macé (situées dans le canton d'Angers-4) et de Pruillé (située dans le canton de Tiercé). Depuis cette date, aucun décret n'est venu modifier la composition des cantons concernés.

## Démographie
En 2022, le canton comptait 44 427 habitants, en évolution de +12,06 % par rapport à 2016 (Maine-et-Loire : +2,12 %, France hors Mayotte : +2,11 %).
| 2013   | 2018   | 2022   |
| ------ | ------ | ------ |
| 37 840 | 41 003 | 44 427 |